# Lee Konitz
Lee Konitz (Chicago, 13 de outubro de 1927 – Nova Iorque, 15 de abril de 2020), foi um compositor e saxofonista alto de jazz, norte-americano, de estilo cool jazz e post-bop.
Konitz foi um dos músicos que gravaram Birth of the Cool (1957), de Miles Davis, um dos mais célebres discos da história do jazz.
Lee Konitz começou a sua carreira na década de 1940, tocando com Charlie Parker, Lennie Tristano e Stan Kenton, entre outros. Era mestre na improvisação, e esteve ligado ao cool jazz”a partir das décadas de 1950 e 1960.
Konitz morreu em Nova Iorque no dia 15 de abril de 2020, aos 92 anos, em decorrência de complicações da COVID-19.